# Humbert Humbert
Humbert Humbert（日：ハンバート ハンバート）是日本男女雙人組民謠團體，成立於1998年。

## 成員介紹
- 佐藤良成（さとうりょうせい 1978年 - ）聲樂、吉他、小提琴、曼陀林、作詞、作曲。出生于神奈川縣。
- 佐野遊穂（さのゆうほ 1976年 - ）聲樂、口琴、錫哨笛、作詞。出生于東京都。

兩人為夫妻。

## 经历
- 1998年，佐藤良成与佐野游穂组成双人组合。
- 2001年，以专辑《For Hundreds Of Children》出道。
- 2005年，单曲「おなじ话」被各地FM广播PowerPlay环节推荐，借此为契机，开始以东京为据点向全国开展活动。为电视剧、电影与广告等提供了许多乐曲。
- 2007年，电影『包帯クラブ』剧中音乐、舞台剧『砂利』剧中音乐。
- 2008年，发行与丹麦的双人组合Haugaard & Høirup的合作单曲；小田急电铁广告曲「待ち合わせ」；日本电视台系列『2クール』片尾曲「罪の味」。
- 2009年，电影『プール』主题曲「タイヨウ」（佐野游穂）；AC JAPAN广告片『あなたでいいのだ。』中乐曲与旁白（佐藤良成）；发行与苏格兰组合Fiddlers' Bid的合作CD+DVD；电台节目「ハンバートハンバートのなんじゃらほいアワー」（北陆放送/山阳放送）。
- 2010年，三得利日冷樱桃饮料广告曲「アセロラ体操のうた」。
- 2011年，参演苏格兰音乐节「Celtic Connections」；「群像」4月号（讲谈社）刊载佐藤良成的短篇小说「ばばぬき」；NHK教育频道『シャキーン！』节目乐曲「ホンマツテントウ虫」。
- 2012年，NHK教育频道『ハートネットTV』旁白（佐藤良成）；村田制作所广告「恋のドキドキ」篇旁白（佐藤良成）、「届くドキドキ」篇旁白（佐野游穂）。
- 2013年，NHK教育频道『おかあさんといっしょ』节目乐曲「ポンヌフのたまご」；开通CD评论博客「佐藤良成のCD原人」。
- 2014年，登上月刊「クーヨン」4月号封面
- 2015年，于三泽住宅广告中，歌唱企业曲「いついつまでも」；NHK教育频道『ミミクリーズ』节目演唱「おおきさのうた」（作词・作曲：トクマルシューゴ）
- 2016年，创作东京都会电视台动画『この素晴らしい世界に祝福を！』（《为美好的世界献上祝福！》）片尾曲「ちいさな冒険者」；于中国上海举行初次海外单独公演；作词并歌唱NHK教育频道『シャキーン！』节目「サイコロソングス」（佐藤良成）；歌唱JR九州广告曲「ハロー！自由时间クラブ」（佐野遊穂）；担任林内股份广告曲「DELICIA」的歌唱、演奏与作曲；于中国进行初次海外巡演（深圳・北京・上海）。
- 2017年，创作东京都会电视台动画『この素晴らしい世界に祝福を！2』（《为美好的世界献上祝福！2》）片尾曲「おうちに帰りたい」；为丰崎爱生创作乐曲「ランドネ」；创作游戏『この素晴らしい世界に祝福を!‐この欲深いゲームに审判を!‐』结尾主题曲「101匹目の羊」；好侍食品广告「はじめてクッキング」教室＜カレーづくり＞篇旁白；为大竹忍创作乐曲「きもち」；The Chieftains来日公演时，作为嘉宾参演。
- 2018年，好侍食品广告「ナレーション ファミリーウォーク＜家族で歩こう＞篇」旁白；三得利公司产品「ザ・プレミアム・モルツ」相关Web短片『おつかれ様をそそごう。（妻が笑颜でいる方法）』新作歌曲「ねぎらい」；出演NHK教育频道「SWITCHインタビュー 达人达（たち）」（5月5日播出）；三城旗下巴黎miki眼镜广告曲『美しい国の、美しいめがね。』系列；参演NHK BS Premium频道「The Covers」（9月28日播出）。
- 2019年，出席&W编辑部主办讲座『ハンバート ハンバートと、ブルースハープを吹こう』；三城旗下巴黎miki眼镜广告曲『美しい国の美しいめがね 知的好奇心』系列；NHK教育频道『シャキーン！』新作歌曲「はるかなる世界」；电影『この素晴らしい世界に祝福を！红伝说』（《为美好的世界献上祝福！红传说》）片尾曲「マイ・ホーム・タウン」；参与NHK教育频道『シャキーン！』现场实况录音（10月31日播出）；NHK综合频道「目撃！にっぽん」旁白（佐野遊穂・10月6日播出）。
- 2020年，JR东日本广告曲「まもレール」；东京都会电视台动画『プリンセスコネクト！ Re:Dive』（《公主连结！Re:Dive》）片尾曲「それでもともに歩いていく」；参演NHK教育频道「又吉直树のヘウレーカ！」（6月24日播出）。

## 外部連結
- Humbert Humbert官方網站（页面存档备份，存于）
- ハンバート ハンバートの『さすらい記』 -インタビュー（10年11月2日 CINRA.NET掲載）（页面存档备份，存于）